# Kenneth Higson
Pour les articles homonymes, voir Higson.
Kenneth James Higson (14 mars 1934-22 septembre 1988) est un homme politique canadien de l'Ontario. Il est député fédéral libéral de la circonscription ontarienne de Lincoln de 1972 à 1974 et de 1979 à 1980.

## Biographie
Né à Londres en Angleterre, Higson commence une carrière légale.
D'abord défait en 1968, il est élu en 1972. Après un mandat, il est défait en 1974. Élu à nouveau en 1979, il est pour une troisième fois défait en 1980.